# Podalgia
Il termine podalgia indica un qualsiasi disturbo che provoca dolore ai piedi; è un disturbo piuttosto frequente che può risultare spesso invalidante.
Tutte le alterazioni a livello del piede sono aggravate dalle sollecitazioni meccaniche costituite dal peso corporeo e dai naturali traumatismi legati alla deambulazione. 
Inoltre, il piede rappresenta una sede selettiva di molte malattie reumatiche: come l'artrite reumatoide, la gotta, la spondilite anchilosante e altre varianti. Ancora, il piede riveste spesso un ruolo fondamentale per giungere ad una corretta diagnosi di patologie di pertinenza reumatologica. Tuttavia molte alterazioni patologiche sono esclusive del piede (come giustifica l'esistenza di una disciplina quale la podologia). Queste affezioni sono: piede piatto, piede cavo, alluce valgo, dito ad artiglio, talalgia, nevralgia di Morton, sindrome del tunnel tarsale, fratture da fatica.